# Горунешть (Белчешть, Вилча)
Горунешть, Горунешті (рум. Gorunești) — село у повіті Вилча в Румунії. Адміністративно підпорядковане місту Белчешть.
Село розташоване на відстані 170 км на захід від Бухареста, 68 км на південний захід від Римніку-Вилчі, 29 км на північний схід від Крайови.

## Населення
За даними перепису населення 2002 року у селі проживали 853 особи, з них 852 особи (99,9%) румунів. Рідною мовою 852 особи (99,9%) назвали румунську.